# نوربرت راسیراهونانا
نوربرت راسیراهونانا (انگلیسی: Norbert Ratsirahonana؛ زادهٔ ۱۸ نوامبر ۱۹۳۸) سیاست‌مدار اهل ماداگاسکار است. وی از ۵ سپتامبر ۱۹۹۶ تا ۹ فوریه ۱۹۹۷ رئیس‌جمهور موقت این کشور بود. وی همچنین از ۲۸ مه ۱۹۹۶ تا ۲۱ فوریه ۱۹۹۷ نخست‌وزیر این کشور بود.